# Wellingtoneiland
Wellingtoneiland (Spaans: Isla Wellington) is een eiland in de regio Patagonië in het zuiden van Chili. Het is een van de grootste eilanden van Chili en heeft een oppervlakte van 5556 km2. Het grootste gedeelte van het eiland maakt deel uit van een nationaal park genoemd naar Bernardo O'Higgins, de "Vader des Vaderlands" van Chili: het nationaal park Bernardo O'Higgins. De Alacalufen zijn de enige bewoners van het eiland. Zij wonen in de plaats Puerto Edén.